# Wiener Schnitzel

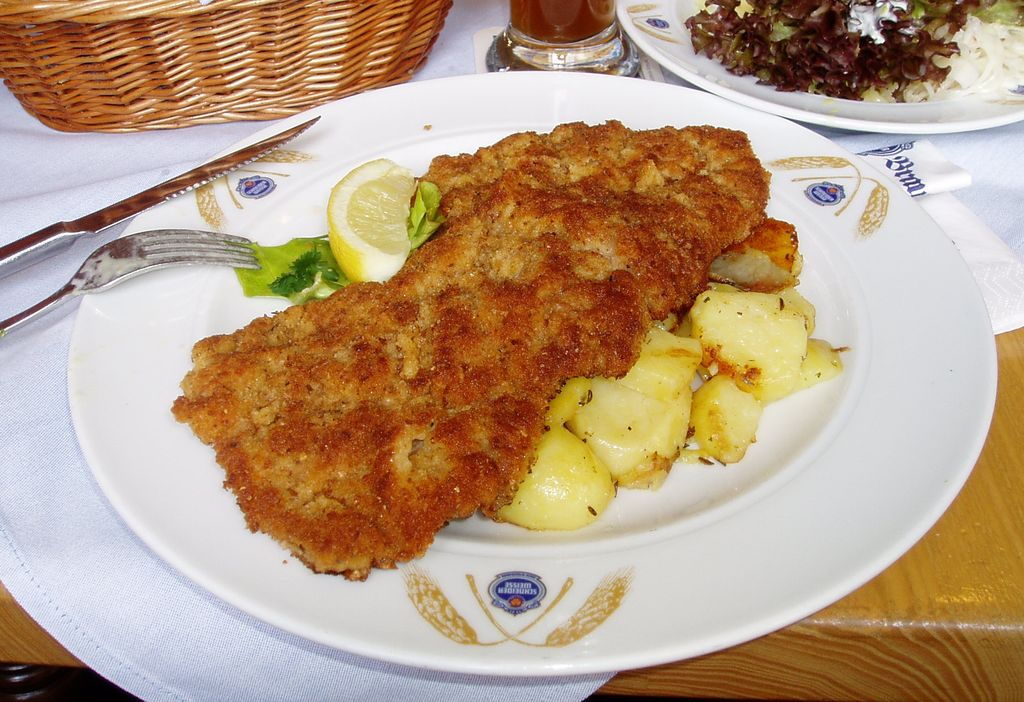
Wiener Schnitzel servido con patatas asadas

El Wiener Schnitzel (del alemán Wiener Schnitzel: filete al estilo de Viena) o escalope vienés, es un tipo de schnitzel elaborado con un filete fino de ternera empanado y frito en sartén. Es una de las especialidades más conocidas de la cocina vienesa y uno de los platos nacionales de Austria.

## Etimología e historia

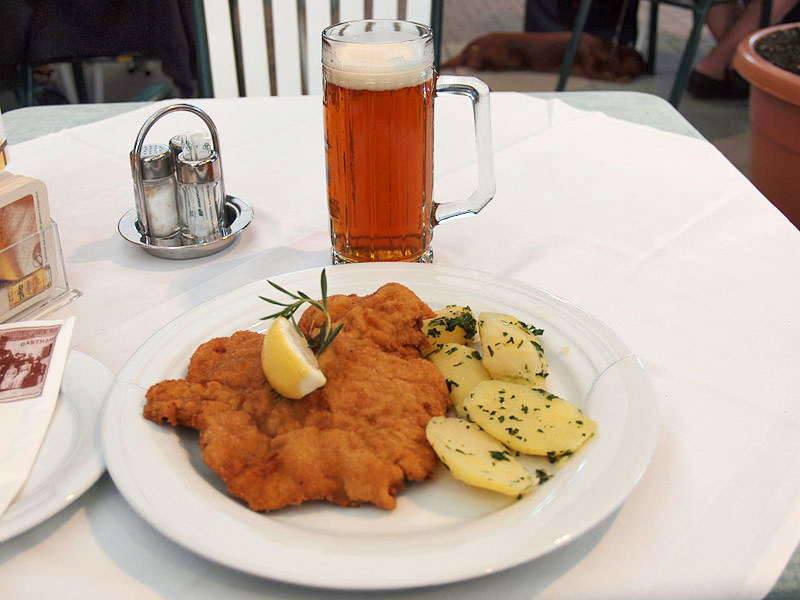
Un Wiener Schnitzel servido en un restaurante de Carintia, Austria

La denominación Wiener Schnitzel apareció por primera vez en el siglo XIX, con la primera mención conocida en un libro de cocina de 1831. En el popular libro de cocina del sur de Alemania de Katharina Prato, se mencionaba como eingebröselte Kalbsschnitzchen (aproximadamente, ‘chuletas de ternera empanadas’).

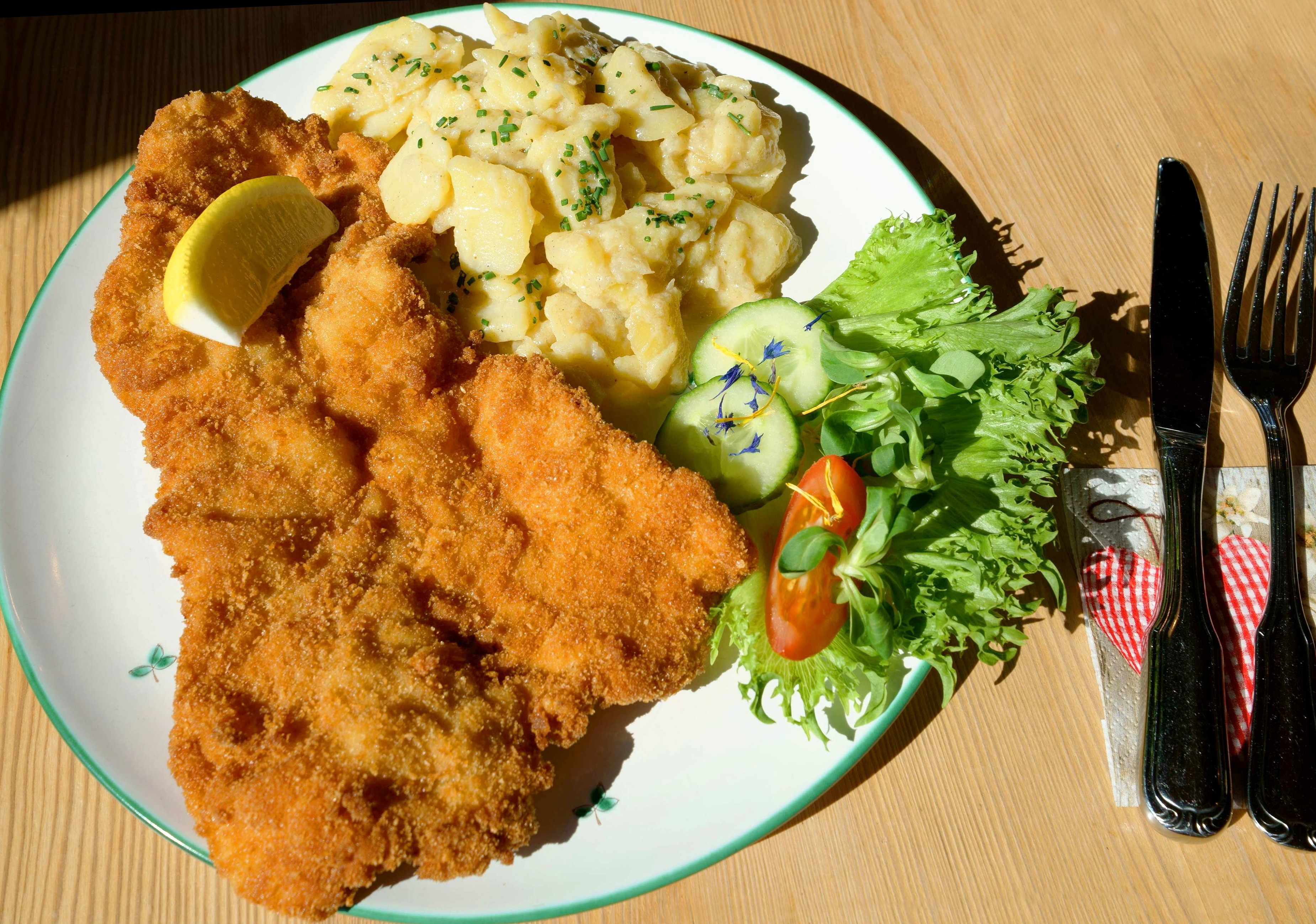
Un Wiener Schnitzel con ensalada de patatas, ensalada verde y una rodaja de limón, servido en un restaurante austriaco

Según una leyenda, el mariscal de campo Joseph Radetzky trajo la receta de Italia a Viena en 1857. En 2007, el lingüista Heinz-Dieter Pohl pudo demostrar que esta historia había sido inventada. Según Pohl, el plato se menciona por primera vez en relación con Radetzky en 1869 en un libro de gastronomía italiana (Guida gastronomica d'Italia), publicado en alemán en 1871 con el título Italien tafelt, y se afirma que la historia se refería a la cotoletta alla milanese. Antes de esta fecha, la historia era desconocida en Austria. Sin embargo, la leyenda de Radetzky se basa en este libro, que afirma que un tal conde Attems, ayudante del emperador Francisco José I de Austria, recibió un aviso de Radetzky sobre la situación en Lombardía y mencionó un sabroso filete de ternera en una nota al margen. Tras el regreso de Radetzky, el emperador le solicitó personalmente la receta.
Pohl relata esta anécdota con las siguientes palabras: «Esta historia carece de sentido científico, no cita ninguna fuente y no se menciona […] en la literatura sobre Radetzky. Ningún conde Attems aparece en ninguna obra biográfica sobre la monarquía austriaca que corresponda a su época y posición».
Pohl duda de que el Wiener Schnitzel provenga de Italia, ya que en otros «platos importados» de la cocina austriaca se menciona el concepto original, aunque sea en forma germanizada, como en el goulash o el palatschinken, y el schnitzel no aparece ni siquiera en los libros de cocina especializados en cocina italiana. Igualmente, sugiere que había otros platos en la cocina austriaca, antes del Schnitzel, que se empanaban y se freían, como el popular Backhendl, que se mencionó por primera vez en un libro de cocina de 1719. El Schnitzel fue mencionado luego en el siglo XIX como Wiener Schnitzel, análogamente al Wiener Backhendl.
En 1887, Edward Frederick Knight escribió sobre un Wiener Schnitzel pedido en un café de Róterdam: «Por lo que pude ver, la capa inferior de un Wienerschnitzel consiste en jugosos filetes de ternera y rodajas de cáscara de limón; la siguiente capa está compuesta de sardinas; luego vienen pepinillos en rodajas, alcaparras y diversos misterios; una delicada salsa le da sabor al conjunto, y el resultado es un sueño gastronómico».

## Preparación

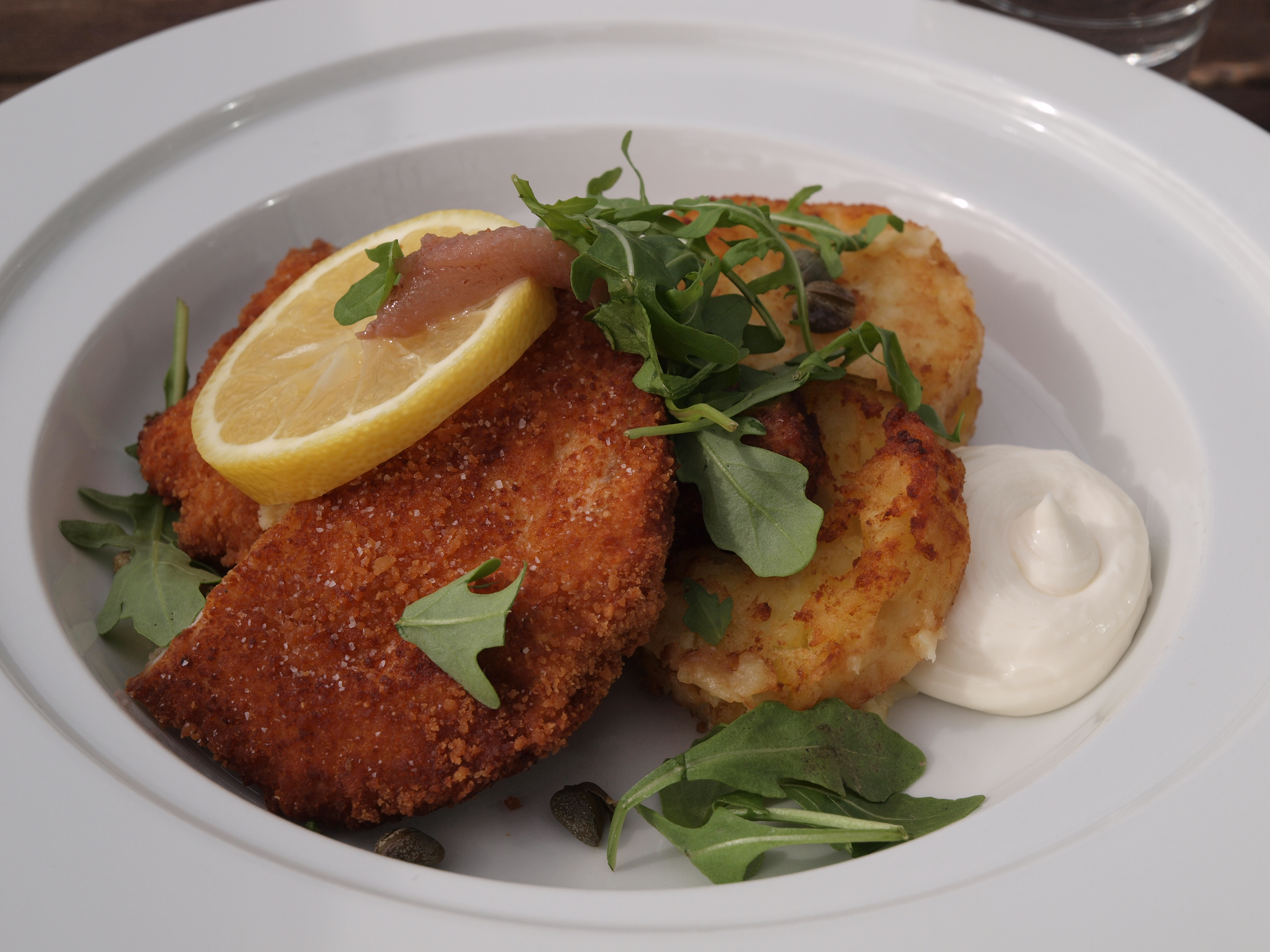
En los países nórdicos, el Wiener Schnitzel también suele ir acompañado de anchoa y alcaparras

El plato se prepara con lonchas de ternera, cortadas en mariposa, de unos 4 mm de grosor, ligeramente aplanadas, ligeramente saladas y rebozadas en harina, huevos batidos y pan rallado. El pan rallado no debe presionarse contra la carne para que permanezca seco y se pueda soufflear. Finalmente, el Schnitzel se fríe en abundante manteca de cerdo o mantequilla clarificada a una temperatura de 160-170 °C hasta que adquiera un color amarillo dorado. El Schnitzel debe sumergirse en la grasa; de lo contrario, no se cocinará de forma uniforme: esta se enfría demasiado y se infiltra en el pan rallado, humedeciéndolo. Durante la fritura, el Schnitzel se remueve repetidamente en la sartén. También durante la fritura, se puede retirar la grasa de la sartén con una cuchara y verterla sobre la carne. El Schnitzel está cocido cuando adquiere un color amarillo dorado o marrón.
Este plato se servía tradicionalmente en Austria con lechuga mantecosa aliñada con vinagreta dulce, opcionalmente con cebollino o cebolla picada, ensalada de patatas, ensalada de pepino o patatas con perejil. Las patatas fritas se han vuelto comunes.
A principios del siglo XX, la guarnición consistía en alcaparras y anchoas.

## Platos similares

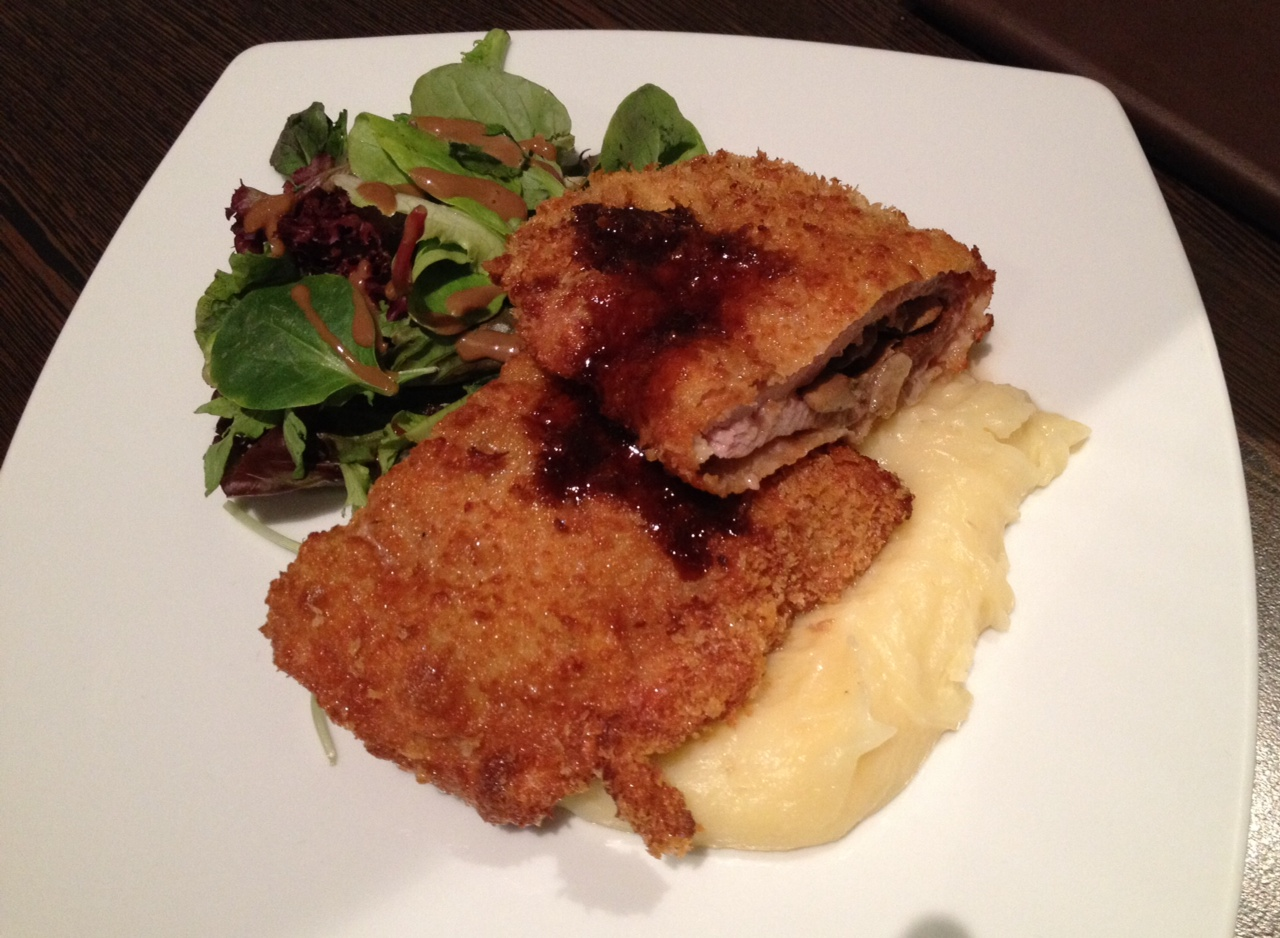
Variante de schnitzel de cerdo relleno de champiñones y cebollas fritas, servido con puré de patatas y ensalada

Una variante popular se prepara con cerdo en lugar de ternera, ya que el cerdo es más barato que la ternera. Para evitar confusiones, la legislación austriaca exige que el Wiener Schnitzel se prepare con ternera. Un escalope de cerdo puede llamarse Wiener Schnitzel vom Schwein («schnitzel vienés de cerdo») o Schnitzel Wiener Art («schnitzel al estilo vienés»).
Platos similares al Wiener Schnitzel incluyen el Surschnitzel (de carne curada) y los filetes de pavo o pollo empanados. Platos de preparación similar incluyen la cotoletta alla milanese, el sanjacobo relleno de jamón y queso y el escalope parisino. Se dice que el Chicken fried steak estadounidense está estrechamente relacionado con el Wiener Schnitzel, resultado de la adaptación de la receta por parte de inmigrantes alemanes o austriacos a la región montañosa de Texas con ingredientes locales disponibles.
En Israel, el schnitzel es popular, introducido inicialmente por los judíos europeos que emigraron a Israel a mediados del siglo XX. Debido a la escasez de alimentos y al alto costo de la carne, y a las leyes de la kashrut que prohibían el consumo de cerdo, la versión local se elaboraba con pechuga de pollo, que era más económica, y así se elabora desde entonces. Las leyes de la kashrut también prohíben el uso de productos lácteos con la carne, por lo que el schnitzel kosher se prepara con aceite de cocina. El schnitzel se ha vuelto tan popular que a menudo se describe como uno de los «platos nacionales» de Israel.